# Пудзяновский, Мариуш
Ма́риуш Зби́гнев Пудзяно́вский (пол. Mariusz Zbigniew Pudzianowski; род. 7 февраля 1977, Бяла-Равска) — польский пауэрлифтер, пятикратный победитель конкурса «Самый сильный человек в мире», с 2009 года по настоящее время выступающий в смешанных единоборствах и регби.

## Биография
Мариуш Пудзяновский родился в г. Бяла-Равска, Польша в семье тяжелоатлета Войцеха Пудзяновского. Мариуш с детства интересовался спортом: в 11 лет он начал заниматься карате Кёкусинкай, а в 13 лет увлёкся пауэрлифтингом. В 15 лет Пудзяновский начал заниматься боксом, которым прозанимался 7 лет.
В 2000 и 2001 годах Пудзяновский провёл 19 месяцев в тюрьме, будучи обвинённым в нападении на человека и грабеже. В интервью он сказал, что хотел остановить «босса местной мафии» от избиения молодого человека. Пудзяновский отбывал заключение в Ловиче, где через несколько лет после выхода на свободу организовал встречу ресоциализации для бывших заключённых этой тюрьмы.

## Спортивная карьера
Дебют Пудзяновского в профессиональном спорте состоялся в возрасте 16 лет на соревновании Польши по жиму лёжа.
С 1999 года Мариуш начал выступать на турнире «World’s Strongest Man». В 2002, 2003, 2005, 2007 и 2008 годах стал победителем, в 2004 был третьим (результат впоследствии аннулирован из-за провала теста на запрещённые вещества, третье место присуждено Магнусу Самуэльсону), в 2006 и 2009 — вторым. В 2002, 2003 и 2004 стал чемпионом Европы по силовому экстриму, в 2003—2005 годах —  чемпионом мира в команде. Является рекордсменом мира в нескольких состязаниях World’s Strongest Man.
Боец Кёкусинкай карате, имеет четвёртый кю. Кроме того, является регбистом — выступает в команде «Будовляни Лодзь». После завершения карьеры в силовом экстриме его вес упал до 118 кг. Рост — 186 см, грудь — 148 см, бицепс — 56 см, предплечье — 45 см.

## Карьера в MMA
В 2009 году Пудзяновский дебютировал в ММА. Несмотря на статус новичка, Пудзяновский, в силу своей популярности, сразу стал выступать в лучшей польской ММА организации — «KSW» и биться в главных боях вечера. Мариуш переоценил свои силы, и бойцы топ 50 ММА его даже не рассматривают всерьёз, как соперника.

### Первые бои
На старте карьеры одержал две победы. В декабре 2009 года технически нокаутом победил такого же дебютанта Марцина Наймана, польского боксера, кикбоксера, бойца freak fight, а также промоутера бокса. 7 мая 2010 года на KSW 13 - Kumite по очкам победил японского бойца Юсукэ Кавагути 11-1.
21 мая 2010 года в Вустере (Массачусетс, США) состоялся крупный турнир Moosin: God of Martial Arts, организованный знаменитым бойцом Баттербином совместно с корейской организацией Moosin. В главном бою вечера экс-чемпион UFC Тим Сильвия, который на момент поединка был уже на закате карьеры и перестал драться с топовыми бойцами, победил Мариуша. Первый раунд начался довольно бодро — Мариуш начал хорошо атаковать Сильвию, пробивая лоукики и клинчуя оппонента. Пользуясь превосходством в физической силе, Пудзяновский схватил ногу Сильвии и попытался перевести поединок в партер. Опытный Сильвия отчаянно защищался. Не способный конкурировать в физическом плане, он пытался вымотать своего оппонента. Запала у Мариуша хватило на половину раунда. После "экватора" первого раунда он уже выглядел заметно уставшим. Поняв, что оппонент устал, Сильвия пошел в атаку, а Мариуш был вынужден обороняться у сетки. В начале второго раунда Мариуш просто стоял и ждал, пока к нему подойдет Сильвия. Было понятно, что он обессилен. Спустя минуту он упал на настил — не столько от ударов, сколько от усталости. У него просто не было сил продолжать бой. Для бывшего чемпиона оставалось просто добить, что он и сделал. Рефери Хэрб Дин останавливает бой. ТКО.
18 сентября 2010 года в городе Лодзь (Польша) прошло KSW XIV, в главном поединке которого Пудзяновский проводил свой четвертый поединок против известного американского бойца Эрика "Баттербин" Эша, чей вес составляет 189 кг. Поединок был довольно скоротечным – всего около 80 секунд понадобилось поляку, чтобы разобраться со своим соперником. В первом раунде Пудзяновскому удалось перевести бой в партер, после чего он обрушил на голову Эша град ударов. Американец был вынужден сигнализировать о признании своего поражения.

##### Бои с Джеймсом Томпсоном
21 мая 2011 году он дважды дрался с Джеймсом Томпсоном — в первом случае проиграл удушающим «ручным треугольником», во втором случае (26 ноября) победил спорным судейским решением. Томпсон нелестно высказался в адрес промоушена, и через два дня руководство организации решило изменить результат боя на «несостоявшийся», сославшись на ошибку при подсчёте очков на судейских карточках.

##### Бой с Бобом Саппом
12 мая 2012 года в Лодзе (Польша) состоялось шоу KSW, главным событием которого стал поединок между поляком Мариушем Пудзяновским и американцем Бобом Саппом. Польскому бойцу понадобились всего 40 секунд, чтобы одержать победу в этом бою.
15 сентября 2012 года на KSW 20 в городе Гданьск (Польша) победил техническим нокаутом в 1 раунде греческого бойца Кристоса Пилиафоса.

##### Бой с Шоном Маккорклом
В польском Гданьске 8 июня 2013 года на турнире KSW проиграл ветерану UFC Шону Маккорклу 17-5 по прозвищу Половой Гигант обратным узлом локтя («кимура») в первом раунде. На момент боя Шон на серии из 3-х поражений подряд досрочно (ТКО и проигрыш болевым).

#### Реванш  Шоном Маккорклом
28 сентября 2013 года состоялось шоу KSW 24. В главном бою вечера Пудзяновский взял реванш у Шона Маккоркла, которому он проиграл в июне. Оба раунда поединка прошли по схожему сценарию: Пудзяновский, добавивший в свой арсенал переводы в партер, проводил жесткий тейкдаун и наносил удары Маккорклу сверху. Ближе к концу боя было заметно, что американец очень сильно устал. По окончании боя все судьи отдали победу поляку

## Статистика в MMA
| Результат    | Рекорд   | Соперник           | Способ                                 | Турнир                         | Дата             | Раунд | Время | Место                  | Примечание |
| ------------ | -------- | ------------------ | -------------------------------------- | ------------------------------ | ---------------- | ----- | ----- | ---------------------- | ---------- |
| Победа       | 17-7 (1) | Михал Матерла      | Нокаутом (удар)                        | KSW 70: Пудзяновский - Матерла | 28 мая 2022      | 1     | 1:47  | Лодзь, Польша          |            |
| Победа       | 16-7 (1) | Серигни Осман Диа  | Нокаутом (удар)                        | KSW 64: Прзыбыж - Сантос       | 23 октября 2021  | 1     | 0:18  | Лодзь, Польша          |            |
| Победа       | 15-7 (1) | Лукаш Юрковский    | Техническим нокаутом (удары)           | KSW 61                         | 5 июня 2021      | 3     | 1:32  | Гданьск, Польша        |            |
| Победа       | 14-7 (1) | Никола Миланович   | Техническим нокаутом (удары)           | KSW 59                         | 20 марта 2021    | 1     | 1:10  | Лодзь, Польша          |            |
| Победа       | 13-7 (1) | Эрко Джун          | Техническим нокаутом (удары)           | KSW 51                         | 9 ноября 2019    | 2     | 2:32  | Загреб, Хорватия       |            |
| Поражение    | 12-7 (1) | Шимон Колецкий     | Техническим нокаутом (травма ноги)     | KSW 47                         | 23 марта 2019    | 1     | 4:24  | Лодзь, Польша          |            |
| Поражение    | 12-6 (1) | Карол Бедорф       | Сабмишном (кимура)                     | KSW 44                         | 9 июня 2018      | 1     | 1:51  | Гданьск, Польша        |            |
| Победа       | 12-5 (1) | Джей Сильва        | Единогласное решение судей             | KSW 40                         | 22 октября 2017  | 3     | 5:00  | Дублин, Ирландия       |            |
| Победа       | 11-5 (1) | Тибериуш Ковальчик | Техническим нокаутом (сдача от ударов) | KSW 39                         | 27 мая 2017      | 2     | 2:50  | Варшава, Польша        |            |
| Победа       | 10-5 (1) | Павел Миколаюв     | Технический нокаут                     | KSW 37                         | 3 декабря 2016   | 1     | 1:20  | Краков, Польша         |            |
| Поражение    | 9-5 (1)  | Марцин Розальски   | Удушающий приём                        | KSW 35                         | 27 мая 2016      | 2     | 1:46  | Гданьск, Польша        |            |
| Поражение    | 9-4 (1)  | Питер Грэм         | Сдача из-за ударов                     | KSW 32                         | 31 октября 2015  | 2     | 2:00  | Лондон, Великобритания |            |
| Победа       | 9-3 (1)  | Роллес Грейси      | Технический нокаут                     | KSW 31                         | 23 мая 2015      | 1     | 0:27  | Гданьск, Польша        |            |
| Победа       | 8-3 (1)  | Павел Настула      | Единогласное решение судей             | KSW 29                         | 6 декабря 2014   | 3     | 3:00  | Краков, Польша         |            |
| Победа       | 7-3 (1)  | Оли Томпсон        | Единогласное решение судей             | KSW 27                         | 17 мая 2014      | 2     | 5:00  | Гданьск, Польша        |            |
| Победа       | 6-3 (1)  | Шон Маккоркл       | Единогласное решение судей             | KSW 24                         | 28 сентября 2013 | 2     | 5:00  | Лодзь, Польша          |            |
| Поражение    | 5-3 (1)  | Шон Маккоркл       | Технический нокаут (кимура)            | KSW 23                         | 8 июня 2013      | 1     | 1:57  | Гданьск, Польша        |            |
| Победа       | 5-2 (1)  | Кристос Пилиафас   | Технический нокаут                     | KSW 20                         | 15 сентября 2012 | 1     | 3:48  | Гданьск, Польша        |            |
| Победа       | 4-2 (1)  | Боб Сапп           | Технический нокаут                     | KSW 19                         | 12 мая 2012      | 1     | 0:39  | Гданьск, Польша        |            |
| Не состоялся | 3-2 (1)  | Джеймс Томпсон     | Бой признан несостоявшимся             | KSW 17                         | 26 ноября 2011   | 2     | 5:00  | Лодзь, Польша          |            |
| Поражение    | 3-2      | Джеймс Томпсон     | Удушающий приём                        | KSW 16                         | 21 мая 2011      | 2     | 1:06  | Лодзь, Польша          |            |
| Победа       | 3-1      | Эрик Эш            | Сдача из-за ударов                     | KSW 14                         | 18 сентября 2010 | 1     | 1:16  | Лодзь, Польша          |            |
| Поражение    | 2-1      | Тим Сильвия        | Сдача из-за ударов                     | Moosin: «Gods of war»          | 21 мая 2010      | 2     | 1:43  | Вустер, США            |            |
| Победа       | 2-0      | Юсукэ Кавагути     | Единогласное решение судей             | KSW 13                         | 7 мая 2010       | 2     | 5:00  | Катовице, Польша       |            |
| Победа       | 1-0      | Марцин Найман      | Технический нокаут                     | KSW 7                          | 11 декабря 2009  | 1     | 0:43  | Варшава, Польша        |            |